# Кутузовка (Минская область)
Кутузовка (бел. Кутузаўка), ранее Паненская Дрехча (бел. Паненская Драхча) — деревня в Червенском районе Минской области Беларуси. Входит в состав Руднянского сельсовета.

## Географическое положение
Расположена в 25 километрах к северу от Червеня, в 63 км от Минска, на автодороге Червень—Смолевичи.

## История
Упоминается в инвентарях 1549 года как мелкое село Драгуча в составе Рованичской волости Минского воеводства Великого княжества Литовского, относившейся к имению Радошковичи и принадлежавшей виленскому воеводе и магнату А. Гаштольду, здесь было 8 дворов. В 1556 году король Речи Посполитой Сигизмунд II Август передал волость во временное пользование роду Горностаев. В дальнейшем принадлежала роду Ратомских. Согласно инвентарям 1764 года Дрехча входила в состав Рованичского (впоследствии переименовано в Ахмельницкое) староства, здесь было 10 дворов. В результате II раздела Речи Посполитой 1793 года деревня вошла в состав Российской империи. В конце XVIII века её владельцем был граф Ф. Денисов. На 1858 год насчитывала 25 дворов и относилась к имению Рованичи, принадлежавшему Людвигу Слотвинскому. Согласно переписи населения Российской империи 1897 года деревня Дрехча Панская (она же Дрехча Слотвинская) входила в состав Гребёнской волости Игуменского уезда Минской губернии, здесь было 65 дворов, проживали 485 человек, работали православная часовня, хлебозапасный магазин, корчма, питейное заведение и магазин. На 1908 год деревня Дрехча Слотвинская, здесь насчитывалось 82 двора и 341 житель. В 1910 году здесь открылось земское народное училище. На 1917 год в деревне было 86 дворов и 529 жителей. С февраля по декабрь 1918 года деревня была оккупирована немцами, с августа 1919 по июль 1920 — поляками. После Октябрьской революции 1917 года в деревне была открыта рабочая школа 1-й ступени, на 1922 год она насчитывала 45 учеников обоего пола, при ней была небольшая библиотека. 20 августа 1924 года деревня вошла в состав вновь образованного Домовицкого сельсовета Червенского района Минского округа (с 20 февраля 1938 — Минской области). В 1929 году в деревне был организован колхоз «Красный Пограничник», на 1932 год в него входили 37 крестьянских хозяйств. Перед войной, на 1940 год Паненская Дрехча насчитывала 108 домов и жили 540 человек. Во время Великой Отечественной войны деревня была оккупирована немецко-фашистскими захватчиками в начале июля 1941 года. В районе деревни развернули активную деятельность партизаны бригад «Разгром» и имени Щорса. В июне 1944 года фашисты почти полностью сожгли деревню (был уничтожен 101 дом) и убили 14 её жителей. В рамках Минской операции в районе Дрехчи и Домовицка 16-м отдельным огнемётным батальоном под командованием майора Михаила Бабича была окружена большая группировка немцев. Фашисты предприняли шесть контратак, надеясь прорваться к дороге Могилёв—Минск, но все они были отражены силами 16-го огнемётного батальона и частями 362-й стрелковой дивизии при поддержке партизан. Потери немцев превысили 300 человек. При отражении четвёртой контратаки красноармейцы заняли Паненскую Дрехчу утром 4 июля, однако на помощь немцам приняли резервные части, и они вновь захватили деревню. В 14 часов того же дня в результате стремительного удара 16-го огнемётного батальона совместно с с подразделениями 1210-го стрелкового полка враг был окончательно выбит из деревни и начал отступление к Замосточью. 
С фронта не вернулись 33 жителя деревни. Погибшие партизаны и красноармейцы были похоронены в братской могиле. В 1958 году на ней был установлен памятник-стела. 25 июля 1959 года в связи с упразднением Домовицкого сельсовета деревня передана в Руднянский сельсовет. На 1960 год её население составило 348 человек. 30 июля 1964 года Дрехча Паненская была переименована в Кутузовку. В 1980-е годы она относилась к совхозу «Рованичи». На 1997 год здесь было 59 домов и 133 жителя, работали животноводческая ферма и магазин. На 2013 год 30 круглогодично жилых домов, 55 постоянных жителей, имеется магазин.

## Население
- 1549 — 8 дворов
- 1764 — 10 дворов
- 1858 — 25 дворов
- 1897 — 65 дворов, 485 жителей
- 1908 — 82 двора, 341 житель
- 1917 — 86 дворов, 529 жителей
- 1940 — 108 дворов, 540 жителей
- 1960 — 348 жителей
- 1997 — 67 дворов, 121 житель
- 2013 — 30 дворов, 55 жителей

## Известные уроженцы
- Гляцевич, Евгений Владимирович — белорусский архитектор